# أريثا
بلدية حَرِيشَة أو (نقحرة: أريثا) (بالإسبانية: Ariza) هي بلدية تقع في مقاطعة سرقسطة التابعة لمنطقة أرغون شمال شرق إسبانيا.

## الديموغرافيا
بلغ عدد سكان بلدية حَرِيشَة 1.286 نسمة عام 2011 (وفقاً للمعهد الوطني الإسباني للإحصاء).
| 1.385 | 1.329 | 1.336 | 1.276 | 1.242 | 1.267 | 1.286 |